# San Miguel Chimalapa
San Miguel Chimalapa es una población del estado mexicano de Oaxaca, localizada en el Istmo de Tehuantepec y en la denominada Región de los Chimalapas, es cabecera del mismo nombre.

## Localización y demografía
La población de San Miguel Chimalapa se encuentra en las coordenadas geográficas 16°42′48″N 94°44′52″O / 16.71333, -94.74778 y tiene una altitud de 135 metros sobre el nivel del mar y a unos 50 kilómetros al noroeste de la ciudad de Juchitán de Zaragoza, la principal de la región, su principal vía de comunicación con esta ciudad y con el resto del estado es una carretera que comunica con la población de La Venta, donde enlaza con la Carretera Federal 190. San Miguel Chimalapa y su territorio municipal se encuentran en la Selva de los Chimalapas o Selva Zoque, formada por selva alta perennifolia y bosque de pino, de gran riqueza ecológica y forestal.
San Miguel Chimalapa es una de las principales comunidades de la etnia zoque, cuyo principal centro es Santa María Chimalapa, localizada al norte de San Miguel. De acuerdo al Censo de Población y Vivienda de 2010 realizado por el Instituto Nacional de Estadística y Geografía, la población total de San Miguel Chimalapa es de 1444 personas, de las que 732 son hombres y 712 son mujeres.